# Мьорланд
Х'єтіль Мьорланд (норв. Kjetil Mørland; нар. 3 жовтня 1980 року), більш відомий як Мьорланд,— норвезький співак і автор пісень. Він представляв Норвегію на конкурсі Євробачення-2015 разом із Деброю Скарлетт з піснею «A Monster Like Me». 

## Кар'єра
2008 року Мьорланд очолював гурт Absent Elk з моменту його заснування, випустивши навесні 2009 року альбом Caught in the Headlights. Колектив був "на розігріві" у гуртів The Script, The Hoosiers і Girls Aloud під час їхніх турів Великою Британією, а вже у червні 2009 року гурт Absent Elk вирушив у самостійний тур Великою Британією. 
2015 року Мьорланд написав пісню «A Monster Like Me» та виконав цю композицію в дуеті з Деброю Скарлетт на Melodi Grand Prix. Вони перемогли в конкурсі з 88 869 голосами та представляли Норвегію на Євробаченні 2015 у Відні, Австрія. Дует виступив у другому півфіналі та пройшов у фінал, що відбувся 23 травня 2015 року, у якому посів 8 місце. 
У січні 2018 року Мьорланд став автором та продюсером композиції «Who We Are», яку виконувала 19-річна співачка Ребекка на пісенному конкурсі Melodi Grand Prix 2018. Ця пісня брала участь у відбірковому пісенному конкурсі на Євробачення-2018, що проходив в Oslo Spektrum 10 березня 2018 року, та посіла 2 місце, поступившись переможцеві конкурсу Олександру Рибаку.  
На конкурс Melodi Grand Prix-2019 Мьорланд повернувся як виконавець з авторською піснею «En livredd mann». Композиція змагалася у фінальному відборі музичного конкурсу, що проходив в Oslo Spektrum 2 березня 2019 року, однак після першого раунду не набрала достатньої кількості голосів і залишила конкурс. Також на цьому конкурсі Х'єтіль Мьорланд відзначився як автор пісні «Bubble» у виконанні Адріана Йоргенсена, створивши її у співавторстві з Йонасом Макдонеллом та Александером Вольманном. Композиція посіла друге місце на конкурсі, поступившись першим місцем пісні «Spirit in the Sky», яку виконував норвезький гурт Кейіно.  
У лютому 2020 року Мьорланд написав пісню «Attention» для виконавиці Ульрікке Брандсторп, яка, разом з Крістіаном Інгебригценом, стала співавторкою композиції. Ця пісня брала участь у гранд фіналі Melodi Grand Prix 2020, що проходив 15 лютого 2020 року на арені Trondheim Spektrum. Набравши 200 345 голосів, композиція стала переможницею конкурсу та була удостоєна представляти Норвегію на Євробаченні 2020 у Роттердамі.  Однак 18 березня 2020 року захід було скасовано через пандемію COVID-19.
2021 року він знову повернувся на Melodi Grand Prix як співавтор пісні "Eyes Wide Open" (створив композицію разом з Інгебрітсеном та співачкою Рейн Александер), яка автоматично потрапила до фіналу, що відбувся 20 лютого 2021 року. Однак пісня не пройшла до Золотого фіналу, тому залишилася поза конкурсом.
2022 року Х'єтіль Мьорланд став співавтором і продюсером пісні "House Of Glass", яку виконував Янек Валгепеа (Janek Valgepea) у фіналі естонського Національного відбору Eesti Laul 2023.

## Дискографія

### Студійні альбоми
| Назва       | Деталі                                                                             |
| ----------- | ---------------------------------------------------------------------------------- |
| Make a Sail | - Випущено: 27 травня 2016 р - Лейбл: Morland Music - Формат: цифрове завантаження |

### Мініальбоми
| Назва   | Деталі                                                     |
| ------- | ---------------------------------------------------------- |
| Mørland | - Випущено: 8 квітня 2013 р - Формат: цифрове завантаження |

### Сингли
| Назва                                  | Рік  | Найвищі позиції чарту | Найвищі позиції чарту | Найвищі позиції чарту | Найвищі позиції чарту | Сертифікати         | Альбом            |
| Назва                                  | Рік  | НІ                    | AUT                   | GER                   | SWI                   | Сертифікати         | Альбом            |
| -------------------------------------- | ---- | --------------------- | --------------------- | --------------------- | --------------------- | ------------------- | ----------------- |
| «Keep Me Dancing»                      | 2013 | -                     | -                     | -                     | -                     |                     | Make a Sail       |
| «A Monster Like Me» (з Дебра Скарлет ) | 2015 | 23                    | 17                    | 92                    | 45                    | - IFPI NOR: Платина | Make a Sail       |
| «No Firewall»                          | 2015 | -                     | -                     | -                     | -                     |                     | Make a Sail       |
| «Skin»                                 | 2016 | -                     | -                     | -                     | -                     |                     | Make a Sail       |
| «Make a Sail»                          | 2016 | -                     | -                     | -                     | -                     |                     | Make a Sail       |
| «Leo»                                  | 2018 | -                     | -                     | -                     | -                     |                     | Неальбомні сингли |
| «If Music Could Save You»              | 2019 | -                     | -                     | -                     | -                     |                     | Неальбомні сингли |
| «En livredd mann»                      | 2019 | -                     | -                     | -                     | -                     |                     | Неальбомні сингли |